# Лашатр, Клод-Луи де
Герцог Клод-Луи де Лашатр (фр. Claude-Louis de La Châtre; 30 сентября 1745, Париж — 13 июля 1824, Мёдон) — французский генерал и парламентарий.

## Биография
Сын маркиза Шарля-Луи де Лашатра и Элизабет-Луизы Жювеналь де Арвиль дез Юрсен. Принадлежал к младшей линии дома Лашатров.
Граф де Лашатр, носил куртуазный титул графа де Нансе.
Поступил на службу в 1756 году. Лейтенант в пехотном полку Булонне (март 1761). Перешел в том же чине в карабинеры (декабрь 1763). Капитан корпуса карабинеров (май 1764), полковник корпуса гренадер Франции (3.01.1770), полковник Королевского Корабельного полка (1771).
Придворный Месье (май 1771). Кампмейстер драгун Месье (24.02.1774), один из первых дворян его палаты. Рыцарь ордена Святого Людовика (1779), бригадир драгун (5.12.1781), лагерный маршал (9.03.1788) и инспектор кавалерии дивизии провинции Гиени (1789).
В декабре 1788 назначен бальи великого бальяжа Берри, от которого отказался в пользу принца Конти, губернатора провинции.
Командор ордена Святого Лазаря Иерусалимского и Богоматери Кармельской (1783).
23 марта 1789 избран депутатом Генеральных штатов от знати бальяжа Берри. Голосовал с правыми, подписал протесты 12 и 15 сентября 1791 против актов Национальной ассамблеи.
Эмигрировал в Монс с графом Прованским, у которого пользовался особым доверием. Сопровождал его в поездках по разным странам и по его поручению формировал роты из офицеров и дворян-добровольцев для армейского корпуса принца Конде. В январе 1792 собрал в Ате роту гренадер, с которой провел кампанию 1792 года в армии принцев, в которой командовал авангардом.
После роспуска корпуса был послан принцами в Англию, где сформировал полк своего имени, а затем легион Loyal-Emigrant на английском содержании (1793), с которым отличился в Нидерландах и французской Фландрии. Командовал им в боях при Остенде, Фюрне, Ньивпорте и вылазке из Менена. Получил пулевое и штыковое ранения, и право поместить льва со знаменем легиона на шлеме своего герба. Командовал легионом в Киберонской экспедиции, где тот был наголову разгромлен. Остаток отряда, реорганизованный и пополненный, был направлен в Португалию, а в 1802 году, после подписания Амьенского мира, расформирован.
Граф отправился в Англию, где получал содержание британского полковника, а в 1807 году стал представителем Людовика XVIII при дворе Георга III.
В 1814 году был назначен послом в Лондоне, 22 июня был произведен в генерал-лейтенанты.
17 августа 1815 назначен пэром Франции. Не указан в списке голосовавших на процессе маршала Нея. В апреле 1816 вернулся в Париж. Людовик XVIII 12 июня назначил Лашатра одним из первых дворян своей Палаты, членом тайного совета и государственным министром.
Ордонансом от 31 августа 1817 возведен в герцоги. 30 сентября 1820 пожалован в рыцари орденов короля. Кавалер (24.08.1820), затем офицер (19.08.1823) ордена Почетного легиона. Умер в замке Мёдон.

## Семья

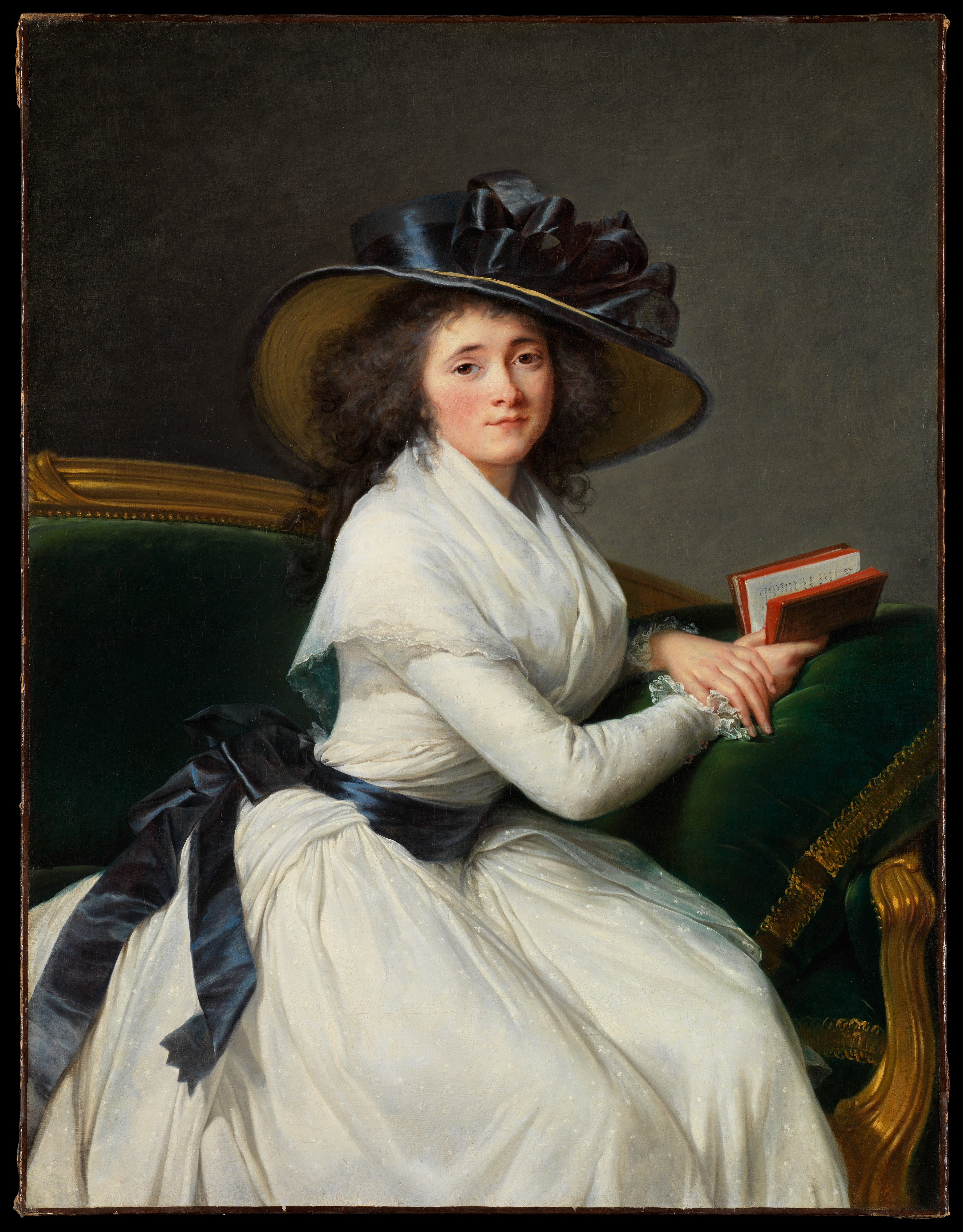
Элизабет Виже-Лебрен. Портрет баронессы де Крюссоль, 1789 (Метрополитен-музей)

Жена (15.06.1778, развод в январе 1793): Мари-Шарлотта-Луиза-Перетта-Аглае Бонтан (1762—1848), дочь Луи-Пьера-Доминика Бонтана, губернатора дворца Тюильри, и Жанны-Терезы Тесье. Вторым браком вышла за графа Франсуа де Жокура.
Сын:
- Альфонс-Луи-Никола (22.08.1779—22.03.1802), адъютант генерала Рошамбо в экспедиции на Сен-Доминго, убит неграми во время высадки в бухте Мансений

Поскольку герцог не оставил детей, его пэрия была упразднена. Наследником владений стал Рауль-Арман-Жозеф-Жан де Лашатр-Леро из линии Лашатр-Паро